# 杰里·怀特
杰里·怀特（Jerry White，1949年—）是一位英国历史学家，专攻伦敦史。自1997年来，他著有关于18-20世纪的伦敦三部曲。
杰里·怀特在1967年离开多塞特郡文法学校后，开始在当地政府工作。1989年至1995年，他担任伦敦哈克尼区的首席执行官。1995年至2009年，他是英格兰三位地方政府监察员之一。

## 历史学家
1971年11月，他在花街（Flower Street）和座堂牧師街（Dean Street）街口发现了罗斯柴尔德大厦（Rothschild Buildings）, 斯皮塔尔菲尔德让他写了一段口述历史. 因此，他遇到了历史学家拉斐尔·塞缪尔（Raphael Samuel），接受了他的学术培训。
自2009年以来，他担任伦敦大学伦敦大学伯贝克学院历史学客座教授。

## 著作
- 《罗斯柴尔德大厦：1887-1920年东区公寓楼的生活》（Rothschild Buildings: Life in an East End Tenement Block 1887-1920），1980年
- 《坎贝尔·邦克：战间期北伦敦最差街道》（Campbell Bunk: The Worst Street in North London Between the Wars），2003年
- 《十九世纪的伦敦》（London in the Nineteenth Century: A Human Awful Wonder of God），2008年
- 《二十世纪的伦敦》（London in the Twentieth Century: A City and Its People），2008年
- 《伦敦：伟大城市的故事》（London: The Story of a Great City），2010年
- 《十八世纪的伦敦》（London In The Eighteenth Century: A Great and Monstrous Thing），2012年
- 《齐柏林飞船之夜：第一次世界大战中的伦敦》（Zeppelin Nights: London in the First World War），2014年
- 《伦敦故事》（London Stories）人人袖珍经典，2014年